# 1794 en santé et médecine
| Années de la santé et de la médecine : 1791 - 1792 - 1793 - 1794 - 1795 - 1796 - 1797    |
| Décennies de la santé et de la médecine : 1760 - 1770 - 1780 - 1790 - 1800 - 1810 - 1820 |

Cet article présente les faits marquants de l'année 1794 en santé et médecine.

## Événements

### Écosse
- Décembre : le Glasgow Royal Infirmary (en) ouvre ses portes en Écosse[1].

### France
- 4 décembre : organisation des écoles de santé à Paris, Montpellier et Strasbourg décidée par la loi du 14 frimaire an III (4 décembre 1794)[2]. Elles délivrent des doctorats en médecine et en chirurgie après 4 ans d’études.
- Création de la Chaire d’anatomie et physiologie à la Faculté de médecine de Montpellier. Elle est confiée à Charles-Louis Dumas (1765-1813)[3].

## Publications
- Thomas Beddoes (1760-1808) et James Watt (1736-1819) publient Considerations on the Medicinal Use and on the Production of Factitious Airs[4].

## Naissances
- 18 janvier : Jacques Eudes-Deslongchamps (mort en 1867), médecin, naturaliste et paléontologue français.
- 29 janvier : François Raspail (mort en 1878), médecin, chimiste et homme politique français.
- 21 mars : René Primevère Lesson (mort en 1849), premier pharmacien-chef de la Marine, naturaliste.
- 13 avril : Pierre Flourens (mort en 1867), médecin et biologiste français.
- 18 avril : Alexis Saint Martin (mort en 1880), trappeur canadien devenu cobaye professionnel de William Beaumont (1785-1853), chirurgien américain.
- 23 avril : Achille Richard (mort en 1852), médecin et botaniste français.
- 26 mai : Jean-Pierre Falret (mort en 1870), aliéniste français.
- 27 mai : John Conolly (mort en 1866), psychiatre anglais.
- 29 mai : Antoine Bussy (mort en 1882), pharmacien et chimiste français.
- 19 novembre : Félix Voisin (mort en 1872), médecin aliéniste français.
- 30 décembre : John Edwards Holbrook (mort en 1882), médecin et zoologiste américain.

## Décès
- 22 février : Caspar Friedrich Wolff (né en 1734), médecin allemand, considéré comme l’un des fondateurs de l’embryologie.
- 28 février : Jean-Louis Bagot (né en 1727), chirurgien de marine, maire de Saint-Brieuc de 1774 à 1790 et député à l'Assemblée législative en 1791.
- 15 juin : Louis-Guillaume Le Veillard (né en 1734), écuyer, doyen des gentilshommes de la Chambre du roi, chimiste, médecin et premier maire de Passy.
- 20 juin : Félix Vicq d'Azyr (né en 1748), médecin et anatomiste français.
- 21 octobre : Antoine Petit (né en 1722), médecin français.